# Katalónia
Katalónia är en ort i Grekland.   Den ligger i prefekturen Nomós Pierías och regionen Mellersta Makedonien, i den norra delen av landet, 290 km norr om huvudstaden Aten. Katalónia ligger 386 meter över havet och antalet invånare är 484.
Terrängen runt Katalónia är huvudsakligen kuperad, men åt nordost är den platt. Runt Katalónia är det ganska glesbefolkat, med 30 invånare per kvadratkilometer. Närmaste större samhälle är Kateríni, 15,0 km sydost om Katalónia. == Kommentarer ==
1. ↑  Framräknat ur variansen i alla höjduppgifter (DEM 3") från Viewfinder Panoramas, inom 10 km radie.[2] Mer om algoritmen finns här: Användare:Lsjbot/Algoritmer.